# Hildegarda
Hildergarda (asi 758 – 30. dubna 783) byla franská královna, druhá manželka Karla Velikého a matkou Ludvíka Pobožného. O jejím životě se dochovalo jen málo informací, protože stejně jako ostatní manželky Karla Velikého byly pozoruhodné pouze v politickém prostředí v němž soudobí kronikáři zaznamenávali jen jejich původ, svatbu, smrt a roli matky královských potomků.

## Život
Hildegarda byla dcera Gérolda Iera (zemřel kolem 784), franského hraběte v Kraichgau a Anglachgau na horním Rýnu a jeho manželky Emy (zemřela 798).
Ve věku přibližně třináct let, v roce 771, se stala druhou manželkou Karla Velikého. V manželství s Karlem Velikým měla devět dětí, mezi nimi Karla Mladšího a Ludvíka Zbožného, budoucího císaře říše římské. Hildegardini předkové pocházeli z Alamannie a tak pro Karla Velikého manželství mělo zásadní vliv na jeho postavení v zemích Alamanů východně od Rýna, které patřily jeho zesnulému bratrovi Karlomanovi I.
Hildegarda svého manžela doprovázela na jeho cestách. Při cestě do Lombardie (773–774) byla přítomna obléhání Pavie, kde porodila dceru Adelaide, která zemřela na zpáteční cestě přes Alpy. Během výpravy proti Córdobskému emirátu v roce 778 porodila dvojčata, Louisu a Lothaire, v paláci Chasseneuil v Akvitánii.
Během cesty do Říma v letech 780–781 nabídla papeži Hadriánu I. kryt oltáře v kostele sv. Petra. Během oslavy Velikonoc, 15. dubna 781 nechal Karel Veliký papežem korunovat svého syna Ludvíka, králem Akvitánie a třetího syna Pipina králem Itálie.
Hildegarda zemřela ve věku dvaceti pěti let v císařské rezidenci Thionville po devátém porodu, krátce po narození své dcery Hildegardy. Byla pohřbena v opatství Saint-Arnould v Metach, pohřebišti rodiny Karla Velikého. Karel Veliký se znovu oženil s Fastradou, pět měsíců po smrti Hildegardy.